# Сатонкино
Сатонкино — деревня в Новосокольническом районе Псковской области России. Входит в состав Маевской волости.

## География
Расположена у северо-восточного прибрежья озера Язно, в 42 км к северо-западу от города Новосокольники и в 5 км к западу от волостного центра, деревни Руново.

## Население
| 2001 | 2002 | 2010 |
| ---- | ---- | ---- |
| 34   | ↘24  | ↘11  |

Численность населения деревни по оценке на начало 2001 года составляла 34 человека.